# Ubuyama
Ubuyama (jap. 産山村 Ubuyama-mura) – wieś w Japonii, na wyspie Kiusiu, w prefekturze Kumamoto. Według danych na rok 2020 miejscowość zamieszkiwało 1 382 mieszkańców , a gęstość zaludnienia wyniosła 22,7 os./km².